# A.A. Milne

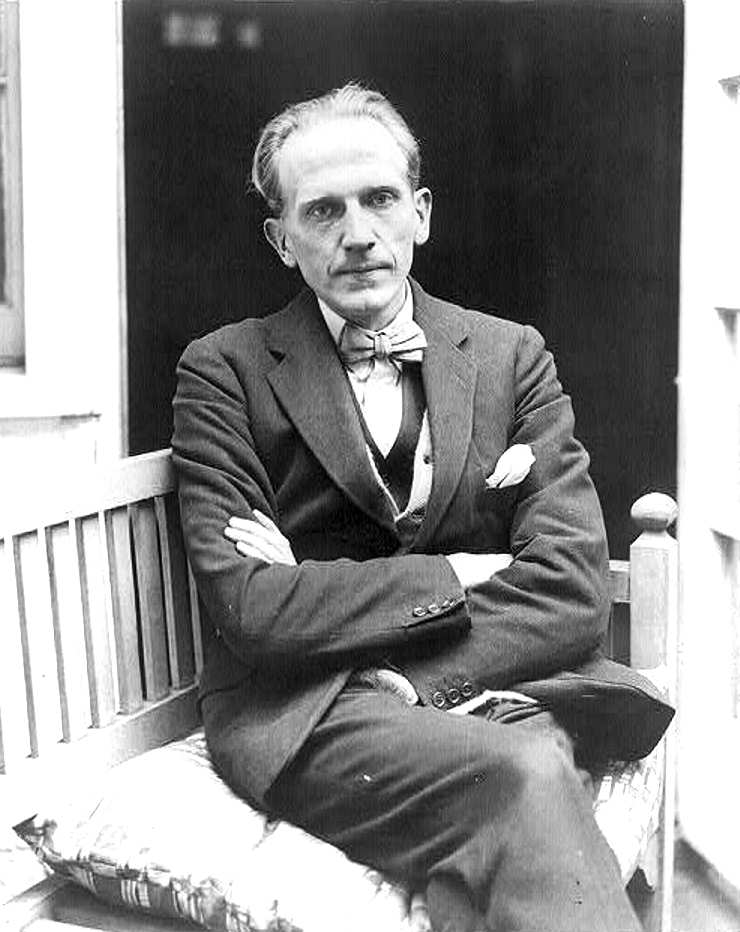
A.A. Milne
(1922), Library of Congress

Alan Alexander Milne (Kilburn (Londen), 18 januari 1882 - Hartfield, 31 januari 1956) was een Britse auteur, vooral bekend om zijn creatie Winnie de Poeh.

## Biografie
Milne was de zoon van John Vine Milne en Sarah Maria Heginbotham. Zijn vader en moeder waren beiden leraar. Zijn eerste onderwijs kreeg hij van zijn leermeester H.G. Wells op de Henley House School, waarna hij naar de Westminster School en het Trinity College in Cambridge ging. Vanaf zijn vierentwintigste werkte hij voor het humoristische tijdschrift Punch. Toen de Eerste Wereldoorlog uitbrak diende hij in Frankrijk. In de oorlog schreef hij enkele toneelstukken en verzen.
Op 24 juni 1913 trouwde Milne met Dorothy Daphne de Selincourt waarna zij op 21 augustus 1920 hun eerste en enige zoon Christopher Robin kregen. Na zijn geboorte verhuisden ze naar Cotchford Farm in Hartfield vlak bij het Ashdown Forest. In deze periode begon Milne serieus te schrijven. Hij schreef een detectiveverhaal The red house mystery, enkele korte verhalen, 25 toneelstukken, enkele romans, een autobiografie It's Too Late Now en veel kinderverzen. Het beroemdst van deze verzen is Vespers,  een gedicht dat hij schreef als cadeau voor zijn vrouw. Op 6 november 1924 kwam zijn eerste boek uit: When we were very young, een verzameling verzen waarvan er al enkele in Punch gestaan hadden. Hij droeg dit boek op aan Billy Moon zoals hij zijn zoontje noemde.
Milne werd vooral bekend dankzij Winnie-the-Pooh dat in 25 talen vertaald is en vele boekenplanken siert. Dit werk is door The Walt Disney Company veel bewerkt voor films en televisieseries. 
In 1925 was het debuut van Winnie de Poeh in een kerstverhaal voor zijn Christopher Robin. Het verhaal speelt zich af in het Ashdown Forest waar Christopher Robin veel speelde met zijn teddybeer Winnie de Poeh. Dit verhaal en nog vele anderen over Poeh en zijn vrienden worden gebundeld in het boek Winnie-the-Pooh dat op 14 oktober 1926 uitkwam. Hierna schreef Milne nog twee boeken met kinderverzen: Now We Are Six in 1927 en The House At Pooh Corner het jaar daarna.
In 1952 werd Milne invalide na een beroerte en een operatie aan zijn hersenen. Na een lang ziekbed overleed hij in 1956.

### Winnie-the-Pooh
- When We Were Very Young (1924). Vertaald als: Toen wij heel jong waren. Rotterdam, Nijgh & Van Ditmar, 1936
- Winnie-the-Pooh (1926). Vertaald als: Winnie de Poeh, voor Nederlandse kinderen naverteld door Nienke van Hichtum. Rotterdam, Nijgh & Van Ditmar, 1929
- Now We Are Six (1927). Vertaald als: Nu zijn we zes. 's-Gravenhage, G.B. van Goor Zonen, 1954. Nu we al zes zijn. Amsterdam, Ploegsma, 1974
- The House at Pooh Corner (1928). Vertaald als: Het huis in het Poeh-hoekje. 's-Gravenhage, G.B. Van Goor Zonen, 1934

### Romans
- Once on a Time (1917)
- If I May (1920)
- The Red House Mystery (1922)
- A Gallery of Children (1925), geïllustreerd door Henriëtte Willebeek le Mair
- The King's Breakfast (1925)
- Success: A Play in Three Acts (1926)
- By Way of Introduction (1929)
- Those Were the Days (1929)
- Mr. Pim (1930)
- Two People (1931). Vertaald als: Kamperfoelie. Den Haag, Boucher, 1935
- The Ivory Door - a Legend in a Prologue And Three Acts (1932)
- Peace with Honour (1935). Vertaald als: Eervolle vrede, een onderzoek naar de conventionele begrippen over oorlog. Bosch en Duin, "De Driehoek", 1935
- Chloe Marr (1946)
- Sir James Jeans (1952)

### Verzamelingen
- The Holiday Round (1912)
- First Plays (1921)
- Second Plays (1922)
- The Sunny Side (1923)
- Three Plays (1923)
- For the Luncheon Interval (1925)
- Teddy Bear: And Other Songs (1926)
- The Christopher Robin Story Book (1929)
- The Christopher Robin Birthday Book (1930)
- Behind The Lines: A Book of Poems (1940)
- Christopher Robin's Old Sailor: And Other Selections (1947)
- Birthday Party (1948)
- The Christopher Robin Verses (1953)
- The World of Pooh (1957)
- The World of Christopher Robin (1958)
- The Pooh Story Book (1965)
- Pooh's Library (omnibus) (1989)
- The Complete Tales of Winnie-the-Pooh (1996)

### Non fictie
- Not That it Matters (1924)
- Autobiography (1939)
- Year In, Year Out (1952)

### Korte verhalen
- The Rape of the Sherlock (1903)
- The House-Warming
- Winter Sport

## Citaten
- Did you ever stop to think, and forget to start again?
- To the uneducated, an A is just three sticks.
- My spelling is Wobbly. It's good spelling but it Wobbles, and the letters get in the wrong places.
- One of the advantages of being disorderly is that one is constantly making exciting discoveries.